# Karlheinz Förster
Karlheinz Förster, född 25 juli 1958, är en tysk före detta professionell fotbollsspelare (mittback) som spelade 81 matcher med det västtyska landslaget mellan 1978 och 1986 och deltog i två VM-turneringar (VM 1982 och VM 1986) och två EM-turneringar (EM 1980 och EM 1984). Förster inledde sin professionella karriär i VfB Stuttgart 1977 och spelade över 300 ligamatcher för klubben innan han köptes av Marseille 1986. Han blev kvar i Marseille tills han avslutade spelarkarriären 1990.

## Meriter
- Tysk mästare: 1984
- Fransk mästare: 1989, 1990

- VM i fotboll: 1982, 1986
  - VM-silver 1982, 1986
- EM i fotboll: 1980, 1984
  - Europamästare 1980